# 同志社教会
同志社教会（どうししゃきょうかい）は、京都府京都市上京区の同志社今出川校地内に所在するキリスト教プロテスタント・会衆派の教会。日本基督教団に属する。

## 沿革
教会の設立は1876年12月3日、アメリカン・ボードの宣教師であり、同志社の創立者である新島襄らにより、新島の仮寓（京都市上京区新烏丸頭町）において設立された「西京第二公会」を起源とする。西京第二公会は、新島の仮寓や現在も残る新島旧邸（上京区寺町通丸太町上ル松陰町）、新島旧邸の南側に立てられた会堂で礼拝を続け、1886年の同志社礼拝堂の完成を期に同志社構内に移転、正式に「同志社教会」を名乗り、学園教会としての歩みを始めた。
西京第二公会設立と相前後して、京都市内では、アメリカン・ボードや同志社の関係者により「西京第一公会」「西京第三公会（平安教会の前身）」も設立され、3つの教会はやがて「同志社の学園教会」「京都の町衆の教会」の2つに再編され、前者が同志社教会へ、後者が平安教会へ、それぞれ発展することになる。同志社教会と平安教会は、京都および日本におけるキリスト教プロテスタントの最古参の教会の一つである。
その後の同志社教会は、同志社諸学校の学生・教職員を中心とした歩みを続け、1884年と1927年には「同志社リバイバル」と呼ばれる信仰覚醒運動を経験し、多くの学生が受洗に至った。しかし、日中戦争から第二次世界大戦にかけての時期は、政府や軍部によるキリスト教の教会・学校への圧迫などもあって教会活動は一時停滞を余儀なくされた。1945年には礼拝出席人数の減少や防空上の配慮のため、礼拝場所を一時、同志社神学館（現在の同志社大学クラーク記念館）内の講堂（現在のクラーク・チャペル）に移した。しかし、第二次世界大戦の敗戦後、復員などで学園に戻った学生・教職員が多く礼拝に参加するようになり、出席人数の増加に伴い、1946年春から主たる礼拝場所を同志社女子大学・中高構内の同志社栄光館ファウラーチャペルに移す。
戦後の同志社教会は、当時のキリスト教ブームもあって多くの学生・青年が出席し、同志社学内のキリスト教学生運動とも相まって教会活動が盛んに行われた。しかし、1968年頃から一部の学生・青年による教会のあり方への批判が激化して「教会紛争」とも言える状況となり、学生・青年による教会施設や同志社栄光館の占拠・封鎖が生じるに至り、一時、礼拝を同志社学外で行わざるを得ない状況に追い込まれた。こうした状況は1972年には正常化したが、紛争による教会員の疲弊、「学生運動」から「ノンポリ・無関心」へと急激に転じた学生気質、キャンパスの郊外展開による学生・教職員の分散、学内のキリスト教活動の停滞などの状況の中で、どのように教会活動を進めていくか、模索の時期が続いた。
現在の同志社教会は、2000年以降少しずつ高まる同志社学内でのキリスト教への関心、2013年に行われた同志社大学のキャンパス再編を背景に、同志社諸学校のキリスト教教育・活動との連携が徐々に行われるようになり、学生・生徒の出席も再び増加傾向にある。一方、伝統的に同志社教会の構成員である同志社諸学校の学生・生徒・教職員や卒業生とともに、一般市民の教会員の割合も増加し、同志社学内で礼拝を守りながら「学園の教会」と「まちの教会」の特色をあわせもつ、ユニークな教会となっている。

## 所在地
- 京都府京都市上京区新北小路町612
- 【礼拝堂】同志社栄光館ファウラーチャペル（同志社女子大学・中高構内）
- 【事務所】京都府京都市上京区今出川通烏丸東入相国寺門前町636-5

## 交通アクセス
- 京都市営地下鉄烏丸線今出川駅 徒歩7分
- 京阪電気鉄道鴨東線出町柳駅 徒歩15分

### 人物
- 新島襄　同志社創立者、初代および第3代牧師
- 新島八重　新島襄夫人、山本覚馬妹
- 山本覚馬　同志社臨時総長、京都府会議長、京都商工会議所会長
- 市原盛宏　第2代牧師、新島襄の右腕、自責の杖事件の原因をつくる
- 徳富蘇峰　教会設立日に受洗、市原との対立で同志社を去る
- 金森通倫　第4代牧師、教会設立日に受洗
- 大澤善助　大沢商会創業者、京都電燈および京都電気鉄道を経営、同志社理事
- 小崎弘道　第5代牧師、同志社社長（第2代）
- 横井時雄　同志社社長（第3代）、横井小楠子息、山本覚馬次女みねの夫
- 原田助　第6代牧師、同志社社長（第7代）
- 海老名弾正　第8代牧師（名誉牧師）、同志社総長（第8代）
- 堀貞一　第10代牧師、同志社リバイバル（1927年）をもたらす
- 鄭芝溶　朝鮮の詩人、同志社大学在学中に受洗
- 湯浅八郎　昆虫学者、同志社総長（第10代）、国際基督教大学初代総長
- 牧野虎次　社会事業家、同志社総長（第11代）
- 大塚節治　神学者、同志社総長（第13代）、第二次世界大戦敗戦前後に教会主管者代行を務める
- 住谷悦治　経済学者、同志社総長（第14代）
- 上野直蔵　英文学者、同志社総長（第15代）

### 教会
- 会衆派教会
- アメリカン・ボード
- 日本基督伝道会社
- 日本組合基督教会
- 日本キリスト教団

### 学校
- 同志社
- 同志社大学
- 同志社女子大学
- 同志社女子中学校・高等学校